# Julien Foucaud
Pour les articles homonymes, voir Foucaud.
Julien Foucaud est un botaniste français, né le 2 juillet 1847 à Saint-Clément en Charente-Inférieure et mort le 26 avril 1904 à Rochefort.

## Biographie
Fils de paysans pauvres, il devient instituteur et exerce en Charente-Inférieure de 1867 à 1885. Il consacre son temps libre à la botanique. Il présente à la Société des sciences naturelles de la Charente-Inférieure son premier mémoire, qui est un catalogue des plantes vasculaires en 1877. Il obtient la charge de réorganiser le jardin botanique de La Rochelle. En 1885, il est nommé directeur du jardin botanique de la marine à Rochefort. La même année, un ami commun, lui permet de rencontrer James Lloyd (1810-1896). Il collabore à la Flore de l’Ouest de la France (1886) de ce dernier mais les deux hommes se brouillent bientôt. Il participe à la Flore de France de Georges Rouy (1851-1924) mais il doit l’interrompre pour des raisons de santé. Il devient membre d’honneur en 1902 de la Société botanique de France.

## Sources
- Benoît Dayrat (2003). Les Botanistes et la Flore de France, trois siècles de découvertes. Publication scientifiques du Muséum national d’histoire naturelle : 690 p.
- Jean Dhombres (dir.) (1995). Aventures scientifiques. Savants en Poitou-Charentes du XVIe au XXe siècle. Les éditions de l’Actualité Poitou-Charentes (Poitiers) : 262 p.  (ISBN 2-911320-00-X)